# Tajemnice Śląska
Tajemnice Śląska – program popularnonaukowy prowadzony przez Pawła Poloka, emitowany w latach 2008–2009. Nakręcono do tej pory 23 odcinki. Każdy odcinek trwał ok. 15 minut.

## Opis programu
Program prowadzony przez Pawła Poloka miał na celu ukazywać nieznane fakty z historii Śląska. Wraz z pomocą profesorów: Romana Kochnowskiego i Bogdana Klocha, udało się wyjaśnić wiele tajemnic historycznych Śląska m.in. tajemnicza śmierć doktora Juliusza Rogera, tajemnica skarbów śląskich cystersów oraz ostrzału katedry w Arras podczas I wojny światowej.

## Lista odcinków
| Odcinki    | Tytuł odcinka                            |
| ---------- | ---------------------------------------- |
| Odcinek 1  | Stary kościół                            |
| Odcinek 2  | Tragedia na Józefowcu                    |
| Odcinek 3  | Wielka wojna                             |
| Odcinek 4  | Gestapo                                  |
| Odcinek 5  | Tragiczny Marsz                          |
| Odcinek 6  | Wojenne początki                         |
| Odcinek 7  | Zaginione skarby                         |
| Odcinek 8  | Rudzki skarb                             |
| Odcinek 9  | Syberia                                  |
| Odcinek 10 | December                                 |
| Odcinek 11 | Utracona kolej                           |
| Odcinek 12 | Perła Habsburgów                         |
| Odcinek 13 | Miasto ogród                             |
| Odcinek 15 | Tragiczny wrzesień                       |
| Odcinek 16 | Wampir                                   |
| Odcinek 17 | Niechciana niepodległość cz. I           |
| Odcinek 18 | Niechciana niepodległość cz. II          |
| Odcinek 19 | Wulce i Gorole                           |
| Odcinek 20 | Odcinek 20: Rok 1945 cz. II              |
| Odcinek 21 | Armia Krajowa                            |
| Odcinek 22 | Powstańców nie wiążą wersalskie traktaty |
| Odcinek 23 | Między dwiema wojnami                    |
| Odcinek 24 | Wybawca Adolfa Hitlera                   |